# Lygarina caracasana
Lygarina caracasana är en spindelart som beskrevs av Simon 1894. Lygarina caracasana ingår i släktet Lygarina och familjen täckvävarspindlar.
Artens utbredningsområde är Venezuela. Inga underarter finns listade i Catalogue of Life.